# Turgor

Schéma turgoru. Vlevo plazmolýza, uprostřed normální stav v izotonickém prostředí, vpravo plazmoptýza.

Turgor (latinsky opuchlost, nadutost) je termín používaný v biologických vědách k popisu vnitřního tlaku pletiv a tkání. Tento tlak je výsledkem součtu napětí a tlaků jednotlivých buněk, ze kterých je tato tkáň/pletivo složena. Rostlinám dává turgor jejich pevnost a tuhost, kdežto zvadlé rostlině právě chybí.

## V rostlině
V buňce jde o tlak, který vzniká v prostoru obklopeném semipermeabilní (polopropustnou) membránou (čímž vzniká váček). Membrána propustí vodu (či jiné rozpouštědlo), ale je neprostupná pro rozpouštěné látky. Je-li na obou stranách membrány rozpouštědlo (voda) přítomné a rozpuštěné látky jsou ve větší koncentraci uvnitř, pak v takovémto prostoru působí difuze. Rozpouštědlo protéká směrem k rozpuštěným látkám a „snaží“ se je naředit neboli vyrovnat koncentraci na obou stranách membrány. Ale, protože membrána má jen konečný obvod a povrch, tak pokud se nemůže rozpínat, je často naplněna dříve než ke zředění dojde. Membrána váčku je pak právě tak napnutá, do jaké míry ještě působí síly, které chtějí jeho obsah doředit. Tento jev se také nazývá osmotický tlak a je zdrojem turgoru.
Osmotický tlak rozpíná protoplast, ale je limitován buněčnou stěnou. V rostlině pak je tedy turgor míra napnutí jak samotné buňky, která vzniká na základě osmotického tlaku, tak i pak součet jednotlivých turgorů buněk, které vytvářejí tlak uvnitř celého pletiva.
Jako příklad poslouží vadnutí. Vadnoucí rostlina má malý turgor svých pletiv. Rostlina dobře zásobená vláhou má vysoký turgor a ten jí umožňuje vypnutí všech pletiv. Rostlina získává svůj tvar.
Velký význam má turgor např. při otevírání a zavírání průduchů. Průduchy jsou dvojice povrchových (pokožkových) buněk rostlin, které díky změně svého tvaru mohou vytvořit, či uzavřít skulinu propojující vnitřní, mezibuněčné prostory s vnější atmosférou. Díky průduchům může rostlina regulovat příjem a výdej plynů, včetně vodní páry. Buňky průduchů, dle potřeby mění obsah osmoticky aktivních látek ve svém cytosolu tak, že počnou vodu nabírat a nebo naopak vydávat, čímž se mění tlak vody v buňce obsažené (tedy turgor) a těmito změnami ve vnitřním tlaku jsou pak schopny svůj tvar operativně změnit způsobem, který skulinu mezi buňkami otevře či uzavře.
Při osmoticky opačném jevu, kdy vnější prostředí má vyšší koncentraci solí a rozpuštěných látek než cytoplazma buňky dochází k plazmolýze buněk (např. je-li rostlina často navštěvována „značkujícími“ psy, moč ji tímto způsobem spálí – viz též osmóza).

## Lékařství
Výraz turgor se používá také pro rozpínání tkání či orgánů způsobené jinak než osmotickým tlakem. Například turgor hrudního koše nebo turgor kůže a odkazuje prostě k jejich napnutí. Jde však o obecné vyjádření.
V užším slova smyslu se  turgor v lékařství popisuje při fyzikálním vyšetření. Při dehydrataci (ztrátě tekutin a tím i snížení turgoru buněk kůže) se při vytažení kožní řasy (obvykle „štípnutí“ na předloktí) ta nevrátí do své původní polohy, ale zůstane zdeformovaná. Fyziologická, tudíž přirozená ztráta turgoru nastává ve stáří.